# Pagothenia borchgrevinki
Espèce
Pagothenia borchgrevinki est un poisson perciforme de la famille Nototheniidae qui vit dans les eaux glacées de l'océan Austral.

## Synonymes
Trematomus borchgrevinki, Notothenia hodgsoni
L'étymologie du nom provient de l'explorateur polaire Carsten Borchgrevink.

## Description
Ce poisson des glaces mesure jusqu'à 28 cm de long. Au même titre que la Légine antarctique, il produit une protéine antigel qui lui permet de survivre dans les eaux très froides car il vit entre les latitudes 60° et 78° S à une profondeur de 0 à 30 m et jusqu'à 550 m. Il n'est pas pêché par l'Homme et son principal prédateur est le Manchot empereur entre autres.